# Alatina grandis
Alatina grandis is een tropische kubuskwal uit de familie Alatinidae. De kwal komt uit het geslacht Alatina. Alatina grandis werd in 1902 voor het eerst wetenschappelijk beschreven door Agassiz & Mayer. 